# Liste der denkmalgeschützten Objekte in Neuhaus (Kärnten)
Die Liste der denkmalgeschützten Objekte in Neuhaus enthält die 9 denkmalgeschützten, unbeweglichen Objekte der Gemeinde Neuhaus in Kärnten.

## Denkmäler
| Foto |                 | Denkmal                                                                           | Standort                                  | Beschreibung | Metadaten |
| ---- | --------------- | --------------------------------------------------------------------------------- | ----------------------------------------- | --- | --- |
| ja   | Datei hochladen | Schloss Eberwein HERIS-ID: 68095 Objekt-ID: 81092                                 | Leifling 34 Standort KG: Berg ob Leifling | Das Schloss ist ein dreigeschoßiger, im Kern aus dem 15./16. Jahrhundert stammender Bau, der in der ersten Hälfte des 18. Jahrhunderts barock erweitert und erneuert wurde. In mehreren Räumen gibt es Laub-Bandlwerkstuck. | BDA-Hist.: Q2242130 Status: Bescheid Stand der BDA-Liste: 2025-06-30 Name: Schloss Eberwein GstNr.: .4 Schloss Eberwein                                                    |
| ja   | Datei hochladen | Kath. Filialkirche hl. Maria HERIS-ID: 53877 Objekt-ID: 61949                     | Heiligenstadt Standort KG: Heiligenstadt  | In den schlichten Bau des 17. Jahrhunderts wurde eine ältere Anlage einbezogen. Die Kirche hat einen mächtigen vorgestellten Westturm und eine Vorlaube mit patronierter Flachdecke. Im 19. Jahrhundert erhielt der Chor eine szenische und ornamentale Ausmalung im Stil des zweiten Rokoko. Die Altäre stammen einheitlich etwa von 1770. | BDA-Hist.: Q38058798 Status: § 2a Stand der BDA-Liste: 2025-06-30 Name: Kath. Filialkirche hl. Maria GstNr.: .5 Kirche Heiligenstadt                                       |
| ja   | Datei hochladen | Kath. Pfarrkirche hl. Jakobus d. Ä. und Friedhof HERIS-ID: 54348 Objekt-ID: 62581 | Neuhaus Standort KG: Neuhaus              | Die gotische Kirche mit Strebepfeilern an Chor und Schiff und einem Beinhaus unter dem Chor wurde wohl in der zweiten Hälfte des 14. Jahrhunderts erbaut. Die Maßwerkfenster weisen Glasmalereien von Anfang des 15. Jahrhunderts auf; Wandmalereien und Freskenreste sind ähnlich alt. Die barocke Einrichtung stammt großteils aus der Mitte des 18. Jahrhunderts. Auf dem Hochaltar ist eine Jakobusstatue aus dem 14. Jahrhundert. Hinter dem Hochaltar ist ein bemerkenswertes großformatiges Ölgemälde (Marienkrönung). | BDA-Hist.: Q23692047 Status: § 2a Stand der BDA-Liste: 2025-06-30 Name: Kath. Pfarrkirche hl. Jakobus d. Ä. und Friedhof GstNr.: .5 Pfarrkirche hl. Jakobus d. Ä., Neuhaus |
| ja   | Datei hochladen | Schloss Neuhaus, Wutte HERIS-ID: 35847 Objekt-ID: 34675                           | Neuhaus 1 Standort KG: Neuhaus            | Das barockisierte Renaissanceschloss mit turmartigen Eckrisaliten hat eine dreigeschoßige siebenachsige Hauptfassade. Im zweigeschoßigen Innenhof sind Arkaden sind auf Säulen mit toskanischen Kapitellen. An der Nordostecke ist eine angebaute Kapelle mit Rokokoausstattung von etwa 1750. | BDA-Hist.: Q2242643 Status: Bescheid Stand der BDA-Liste: 2025-06-30 Name: Schloss Neuhaus, Wutte GstNr.: 98 Schloss Neuhaus in Kärnten                                    |
| ja   | Datei hochladen | Museum Liaunig HERIS-ID: 112027 Objekt-ID: 130078seit 2013                        | Neuhaus 41 Standort KG: Neuhaus           | Das 2008 eröffnete Privatmuseum für zeitgenössische Kunst wurde vom Architektenteam querkraft errichtet und weist ein industrielles Erscheinungsbild auf. Der Komplex besteht aus vier Baukörpern, von denen aber nur der 160 Meter lange und 13 Meter breite, als White Cube bezeichnete Galerietrakt von außen sichtbar ist. Die restlichen Gebäudeteile sind in die Hügelkuppe eingelassen. Die Röhre des White Cube endet an jeweils beiden Enden in eine Terrasse mit Aussichtsmöglichkeiten.                            | BDA-Hist.: Q1954462 Status: Bescheid Stand der BDA-Liste: 2025-06-30 Name: Museum Liaunig GstNr.: 49 Museum Liaunig                                                        |
| ja   | Datei hochladen | Kath. Filialkirche hll. Bartholomäus und Oswald HERIS-ID: 54347 Objekt-ID: 62580  | Bach Standort KG: Pudlach                 | Die kleine, im Kern romanische Kirche wurde barock verändert und hat einen vorspringenden Westturm. Zur Einrichtung gehört der Hochaltar (um 1750), zwei Seitenaltäre (um 1650) und zwei Ädikulaaltäre (Anfang 20. Jahrhundert). | BDA-Hist.: Q38060479 Status: § 2a Stand der BDA-Liste: 2025-06-30 Name: Kath. Filialkirche hll. Bartholomäus und Oswald GstNr.: .14                                        |
| ja   | Datei hochladen | Kath. Filialkirche hl. Georg HERIS-ID: 57871 Objekt-ID: 68206                     | Oberdorf Standort KG: Schwabegg           | Die kleine Kirche mit romanischem Langhaus und barockem Chor erhielt 1765 einen Turm mit Zwiebelhelm. Im Schiff ist eine flache Kassettendecke mit Schablonenmalerei. Freigelegt wurden bemerkenswerte Wandmalereien aus dem 13. Jahrhundert. Der Hochaltar mit Altarblatt hl. Georg stammt von 1720. | BDA-Hist.: Q38079092 Status: § 2a Stand der BDA-Liste: 2025-06-30 Name: Kath. Filialkirche hl. Georg GstNr.: .72 Filialkirche Heiliger Georg (Oberdorf)                    |
| ja   | Datei hochladen | Kath. Pfarrkirche hl. Stephan HERIS-ID: 54590 Objekt-ID: 62910                    | bei Schwabegg 11 Standort KG: Schwabegg   | Die Saalkirche über kreuzförmigem Grundriss wurde 1860 an der Stelle einer 1408 urkundlich genannten Vorgängerkirche in romanischen Formen neu erbaut. Die barocke Ausstattung stammt aus der zweiten Hälfte des 18. Jahrhunderts. | BDA-Hist.: Q23689715 Status: § 2a Stand der BDA-Liste: 2025-06-30 Name: Kath. Pfarrkirche hl. Stephan GstNr.: .125 Pfarrkirche Schwabegg                                   |
| ja   | Datei hochladen | Pfarrhof HERIS-ID: 54589 Objekt-ID: 62909                                         | Schwabegg 11 Standort KG: Schwabegg       | Der zweigeschoßige Pfarrhof wurde 2015 saniert. Zum Pfarrhof gehört einer der ältesten Mauerspeicher mit der Bezeichnung 1691. | BDA-Hist.: Q38061438 Status: § 2a Stand der BDA-Liste: 2025-06-30 Name: Pfarrhof GstNr.: 1447 Pfarrhaus Schwabegg                                                          |